# Philip J. Cook
Philip J. Cook (* 15. Oktober 1946) ist ein US-amerikanischer Sozialwissenschaftler und Kriminologe, der seit als Professor an der Duke University forscht und lehrt. Cook wurde 2020 mit dem Stockholm Prize in Criminology ausgezeichnet.
Cook wurde 1973 an der University of California, Berkeley zum Ph.D. promoviert. Er war als Berater für das US-Justizministerium (Criminal Division) und für das US-Finanzministerium (Enforcement Division) und in verschiedenen Funktionen für die National Academy of Sciences tätig, darunter in Expertengremien, die sich mit Alkoholmissbrauchsprävention, Gewalt, Schulschießereien, Alkoholkonsum bei Minderjährigen, der abschreckenden Wirkung der Todesstrafe und proaktiver Polizeiarbeit befassten.
Den Stockholm Prize in Criminology erhielt er für seine Forschungen zur Gewalt mit Schusswaffen.

## Schriften (Auswahl)
- Paying the tab. The economics of alcohol policy. Princeton University Press, Princeton 2007, ISBN 978-0-691-12520-6.
- Mit Jens Ludwig: Guns in America. Results of a comprehensive national survey on firearms ownership and use. Police Foundation, Washington D.C. 1996, ISBN 1-884614-14-0.
- Mit Robert H. Frank: The winner-take-all society. How more and more Americans compete for ever fewer and bigger prizes, encouraging economic waste, income inequality, and an impoverished cultural life. Free Press, New York 1995, ISBN 0-02-874034-3.
- Gun control. American Academy of Political and Social Science, Philadelphia 1981, ISBN 0-87761-262-5.